# Viação Nossa Senhora de Lourdes
Viação Nossa Senhora de Lourdes  é uma empresa brasileira de transporte coletivo urbano da cidade do Rio de Janeiro. É uma concessionária municipal filiada ao Rio Ônibus.
Fundada em junho de 1962, por Fernando Morgado, a empresa foi adquirida pela diretoria atual em 1973. Possuía garagem em Del Castilho, mas agora possui sede própria na Penha Circular.
Em 1988, a sociedade passou a contar com a Transportes Santa Maria e, em 1996, a sociedade foi novamente dividida, ficando parte dos sócios com a Santa Maria e outros 4 com a Lourdes.
A Viação Nossa Senhora de Lourdes atua ligando os bairros do Centro e a região da Tijuca com o Subúrbio da Zona Norte, fazendo trajetos alternativos que fogem dos trechos de grandes engarrafamentos.
Após a padronização imposta pelo poder público municipal em 2010, deixou suas cores originais e adotou as cores do Consórcio Internorte.